# أليسيا ريت
أليسيا ريت (بالإنجليزية: Alicia Rhett)‏ (و. 1916 – 2014 م) هي ممثلة، ورسامة، ورسامة توضيحية، وممثلة مسرحية، وممثلة أفلام من الولايات المتحدة الأمريكية . ولدت في سافانا .
توفيت في تشارلستون، كارولاينا الجنوبية .

## روابط خارجية
- أليسيا ريت على موقع IMDb (الإنجليزية)
- أليسيا ريت على موقع ألو سيني (الفرنسية)
- أليسيا ريت على موقع أول موفي (الإنجليزية)
- أليسيا ريت على موقع قاعدة بيانات الأفلام السويدية (السويدية)
- أليسيا ريت على موقع قاعدة بيانات الفيلم (الإنجليزية)
- أليسيا ريت على موقع كينوبويسك (الروسية)